# Monochasma
Monochasma är ett släkte av snyltrotsväxter. Monochasma ingår i familjen snyltrotsväxter.
Kladogram enligt Catalogue of Life:
| Monochasma | \| \| Monochasma savatieri \| \| \| \| \| \| Monochasma sheareri \| \| \| \| |
|            | \| \| Monochasma savatieri \| \| \| \| \| \| Monochasma sheareri \| \| \| \| |
|            | Monochasma savatieri                                                         |
|            |                                                                              |
|            | Monochasma sheareri                                                          |
|            |                                                                              |